# Pycnoclavella aurilucens
Pycnoclavella aurilucens is een zakpijpensoort uit de familie van de Clavelinidae. De wetenschappelijke naam van de soort werd in 1891 voor het eerst geldig gepubliceerd door Garstang. Deze soort komt voor in de Atlantische Oceaan, het Kanaal en de Middellandse Zee.

## Beschrijving
Een kolonie Pycnoclavella aurilucens bestaat uit een taaie basale stoloon waaruit de zoïden ontstaan. De zoïden zijn klein en zouden zeer onopvallend zijn, ware het niet dat ze elk drie feloranje of crèmekleurige markeringen dragen. Individuele zoïden zijn 6 mm hoog en 2 mm in diameter. In de winter verdwijnen de zoïden en blijft de basale stoloon als enige van de kolonie over. In het voorjaar ontkiemen uit de stoloon nieuwe zoïden.

## Leefgebied
Pycnoclavella aurilucens wordt gevonden vanaf de kelpzone tot 30 meter of meer, meestal op verticale rotswanden met korstvormende gebieden met een diameter van 10 cm of meer. Soms kunnen kolonies zich uitbreiden tot hydroïdpoliepen zoals Nemertesia antennina. Deze soort lijkt de voorkeur te geven aan gebieden met veel waterbeweging, blootgestelde kelpbossen of gebieden met sterke getijdenstromen.